# روبرت كيلي (ملحن)
روبرت كيلي (بالإنجليزية: Robert Kelly)‏ هو عازف كمان وملحن أمريكي، ولد في 26 سبتمبر 1916، وتوفي في 4 يوليو 2007.

## وصلات خارجية
- روبرت كيلي على موقع ميوزك برينز (الإنجليزية)